# Indianapolis Colts 1995
La stagione 1995 degli Indianapolis Colts è stata la 42ª della franchigia nella National Football League, la 12ª con sede a Indianapolis. I Colts conclusero con un record di 9 vittorie e 7 sconfitte, chiudendo al secondo posto dell'AFC East e centrando la qualificazione ai playoff dopo sette stagioni. 
Nel primo turno di playoff i Colts batterono i campioni in carica della conference, i San Diego Chargers, dopo di che superarono a sorpresa i Chiefs, che avevano il miglior record della AFC, nel divisional round. Una equilibrata finale di conference contro i Pittsburgh Steelers si chiuse solo all'ultima giocata in favore degli avversari.

## Roster
| Roster degli Indianapolis Colts nel 1993 |
| --- |
| Quarterback - 7 Craig Erickson - 4 Jim Harbaugh - 11 Paul Justin Running Back - 32 Zack Crockett FB - 28 Marshall Faulk - 25 Ronald Humphrey - 42 Roosevelt Potts FB - 21 Lamont Warren Wide Receiver - 80 Aaron Bailey - 18 Ben Bronson - 87 Sean Dawkins - 16 Bobby Olive - 86 Brian Stablein - 88 Floyd Turner Tight End - 85 Ken Dilger - 81 Marcus Pollard Offensive Linemen - 69 Randy Dixon G - 63 Kirk Lowdermilk C - 74 Jason Mathews T - 73 Zefross Moss T - 65 Eric Mahlum G - 64 Garin Patrick C - 79 Joe Staysniak G - 71 Kipp Vickers G - 72 Derek West T - 67 Will Wolford T Defensive Linemen - 56 Tony Bennett DE - 62 Ellis Johnson DT - 61 Tony McCoy DT - 93 Freddie Joe Nunn DE - 98 Tony Siragusa NT - 95 Bernard Whittington DE Linebacker - 51 Trev Alberts OLB - 57 Quentin Coryatt OLB - 59 Steve Grant ILB - 54 Jeff Herrod ILB - 55 Devon McDonald OLB - 92 Steve Morrison OLB - 97 Scott Radecic ILB - 96 Trevor Wilmot OLB Defensive Back - 33 Ashley Ambrose CB - 29 Jason Belser FS - 34 Ray Buchanan CB - 35 Conrad Clarks - 38 Eugene Daniel CB - 30 Derwin Gray SS - 49 David Tate SS - 36 Damon Watts CB Special Team - 83 Bradford Banta LS - 14 Cary Blanchard K - 3 Mike Cofer K - 17 Chris Gardocki P Lista delle riserve - 84 Flipper Anderson WR (IR) |
| Legenda - I rookie sono in corsivo. - Il primo ruolo è il principale mentre gli eventuali successivi indicano i ruoli secondari. - (IR) sta per Injured Reserve ed indica la lista ristretta per un solo giocatore infortunato che può tornare ad allenarsi dopo la settimana 6 e a rientrare in prima squadra dopo che questa ha giocato 8 partite. - (NF-Inj.) / (NF-Ill.) stanno rispettivamente per Non-Football Injured e Non-Football Illness ed indicano le liste dove viene inserito un giocatore che ha un infortunio o una malattia non dipendente dal football americano. - (PUP) sta per Physically Unable to Perform ed indica la lista dove viene inserito un giocatore mentre è in attesa di recuperare la condizione fisica. Nella stagione regolare dopo la sesta partita giocata dalla propria squadra, il giocatore ha tempo tre settimane per riprendere ad allenarsi, più tre settimane aggiuntive dal suo rientro agli allenamenti per rientrare in prima squadra. |

Fonte:

## Calendario
| Stagione regolare |                    |                         |                    |                    |                                 |                    |                    |
| Turno             | Data               | Avversario              | Risultato          | Record             | Stadio                          | Ora                | Pubblico           |
| 1                 | 3 settembre 1995   | Cincinnati Bengals      | S 21–24            | 0–1                | RCA Dome                        | NBC 1:00 pm        | 42,445             |
| 2                 | 10 settembre 1995  | at New York Jets        | V 27–24            | 1–1                | The Meadowlands                 | NBC 4:05 pm        | 65,134             |
| 3                 | 17 settembre 1995  | at Buffalo Bills        | S 14–20            | 1–2                | Rich Stadium                    | NBC 1:00 pm        | 62,499             |
| 4                 | Settimana di pausa | Settimana di pausa      | Settimana di pausa | Settimana di pausa | Settimana di pausa              | Settimana di pausa | Settimana di pausa |
| 5                 | 1º dicembre 1995   | St. Louis Rams          | V 21–18            | 2–2                | RCA Dome                        | FOX 1:00 pm        | 58,616             |
| 6                 | 8 ottobre 1995     | at Miami Dolphins       | V 27–24            | 3–2                | Joe Robbie Stadium              | NBC 4:05 pm        | 68,471             |
| 7                 | 15 ottobre 1995    | San Francisco 49ers     | V 18–17            | 4–2                | RCA Dome                        | FOX 1:00 pm        | 60,273             |
| 8                 | 22 ottobre 1995    | at Oakland Raiders      | S 17–30            | 4–3                | Oakland–Alameda County Coliseum | NBC 4:05 pm        | 53,543             |
| 9                 | 29 ottobre 1995    | New York Jets           | V 17–10            | 5–3                | RCA Dome                        | NBC 1:00 pm        | 49,250             |
| 10                | 5 novembre 1995    | Buffalo Bills           | S 10–16            | 5–4                | RCA Dome                        | NBC 1:00 pm        | 59,612             |
| 11                | 12 novembre 1995   | at New Orleans Saints   | S 14–17            | 5–5                | Louisiana Superdome             | NBC 1:00 pm        | 44,122             |
| 12                | 19 novembre 1995   | at New England Patriots | V 24–10            | 6–5                | Foxboro Stadium                 | NBC 1:00 pm        | 59,544             |
| 13                | 26 novembre 1995   | Miami Dolphins          | V 36–28            | 7–5                | RCA Dome                        | NBC 1:00 pm        | 60,414             |
| 14                | 3 dicembre 1995    | at Carolina Panthers    | S 10–13            | 7–6                | Memorial Stadium                | NBC 1:00 pm        | 49,841             |
| 15                | 10 dicembre 1995   | at Jacksonville Jaguars | V 41–31            | 8–6                | Jacksonville Municipal Stadium  | NBC 1:00 pm        | 66,099             |
| 16                | 17 dicembre 1995   | San Diego Chargers      | S 24–27            | 8–7                | RCA Dome                        | NBC 1:00 pm        | 55,318             |
| 17                | 23 dicembre 1995   | New England Patriots    | V 10–7             | 9–7                | RCA Dome                        | ESPN 8:15 pm       | 54,685             |

### Playoff
| Playoff                 |                  |                            |           |        |                      |              |          |
| Turno                   | Data             | Avversario (seed)          | Risultato | Record | Stadio               | Ora          | Pubblico |
| Wild Card               | 31 dicembre 1995 | at San Diego Chargers (4)  | V 35–20   | 1–0    | Jack Murphy Stadium  | NBC 4:15 pm  | 61,182   |
| Divisional              | 7 gennaio 1996   | at Kansas City Chiefs (1)  | V 10–7    | 2–0    | Arrowhead Stadium    | NBC 4:15 pm  | 77,594   |
| Conference Championship | 14 gennaio 1996  | at Pittsburgh Steelers (2) | S 16–20   | 2–1    | Three Rivers Stadium | NBC 12:30 pm | 61,062   |

## Classifiche
| AFC East               |    |    |   |      |     |     |     |
|                        | V  | S  | P | %    | PF  | PS  | STR |
| (3) Buffalo Bills      | 10 | 6  | 0 | .625 | 350 | 335 | S1  |
| (5) Indianapolis Colts | 9  | 7  | 0 | .563 | 331 | 316 | V1  |
| (6) Miami Dolphins     | 9  | 7  | 0 | .563 | 398 | 332 | V1  |
| New England Patriots   | 6  | 10 | 0 | .375 | 294 | 377 | S2  |
| New York Jets          | 3  | 13 | 0 | .188 | 233 | 384 | S4  |